# Словинцы (племя)
Слови́нцы (slowienec) — средневековое славянское племя поморян, которое жило в области Западно-Поморского воеводства современной Польши у Лебского озера. Больше всего поселений находилось между городами Слупск и Леба. Наравне с кашубами были самым крупным поморским племенем.
Потомками этого племени являются словинцы, живущие там же. До XX века существовал словинский язык.